# ورزشگاه دیگو آرماندو مارادونا (آرژانتین)
ورزشگاه دیگو مارادونا (انگلیسی: Estadio Diego Armando Maradona)، یک ورزشگاه فوتبال در بوئنوس آیرس، آرژانتین است. این ورزشگاه محل برگزاری بازی‌های خانگی باشگاه فوتبال آرژانتینوس جونیورز و یکی از ورزشگاه‌های لیگ برتر فوتبال آرژانتین است. گنجایش ورزشگاه ۲۶٬۰۰۰ نفر می‌باشد. نام ورزشگاه در سال ۲۰۰۴ به افتخار بازیکن سابق آرژانتینی دیگو مارادونا که اولین بازی دوران حرفه‌ای خود را در اینجا و در سال ۱۹۷۶ انجام داد، بعد از بازسازی زمین و برای جشن صد سالگی باشگاه، نامگذاری شد.